# Swartzia acutifolia
Swartzia acutifolia är en ärtväxtart som beskrevs av Julius Rudolph Theodor Vogel. Swartzia acutifolia ingår i släktet Swartzia och familjen ärtväxter.

## Underarter
Arten delas in i följande underarter:
- S. a. acutifolia
- S. a. leiogyna
- S. a. parvipetala
- S. a. spathulata
- S. a. submarginata
- S. a. ynesiana